# Lompolojärvi (Gällivare socken, Lappland, 745411-172400)
Lompolojärvi är en av fyra insjöar i Gällivare kommun i Lappland som heter Lompolojärvi. Den ingår i Kalixälvens huvudavrinningsområde.